# Johanne Luise Heiberg
Johanne Luise Pätges, Heiberg da sposata (Copenaghen, 22 novembre 1812 – Copenaghen, 21 dicembre 1890), è stata un'attrice teatrale e drammaturga danese.

## Biografia
Moglie del letterato Johan Ludvig Heiberg, di cui fu la musa ispiratrice, si dimostrò versatile interprete del realismo romantico del marito.
Ella stessa scrisse alcuni vaudeville e una importante autobiografia, intitolata Et liv, gjenoplevet i Erindringen (Una vita rivissuta nelle memorie, 1891), riguardante lei stessa e la sua famiglia, in particolar modo i suoi suoceri, Peter Andreas Heiberg e Thomasine Gyllembourg.